# Vi besøger Næstved
|  | Denne artikel er oprettet af botten PalnaBot ud fra en ekstern database. Den kan derfor have sproglige fejl eller mangler. Denne skabelon kan fjernes efter kontrol af indholdet. |

Vi besøger Næstved er en turistfilm instrueret af Eskild "Fut" Jensen efter manuskript af Theodor Christensen.